# Fracara viridata
Fracara viridata är en fjärilsart som beskrevs av Stoll 1782. Fracara viridata ingår i släktet Fracara och familjen nattflyn. Inga underarter finns listade i Catalogue of Life.

## Bildgalleri

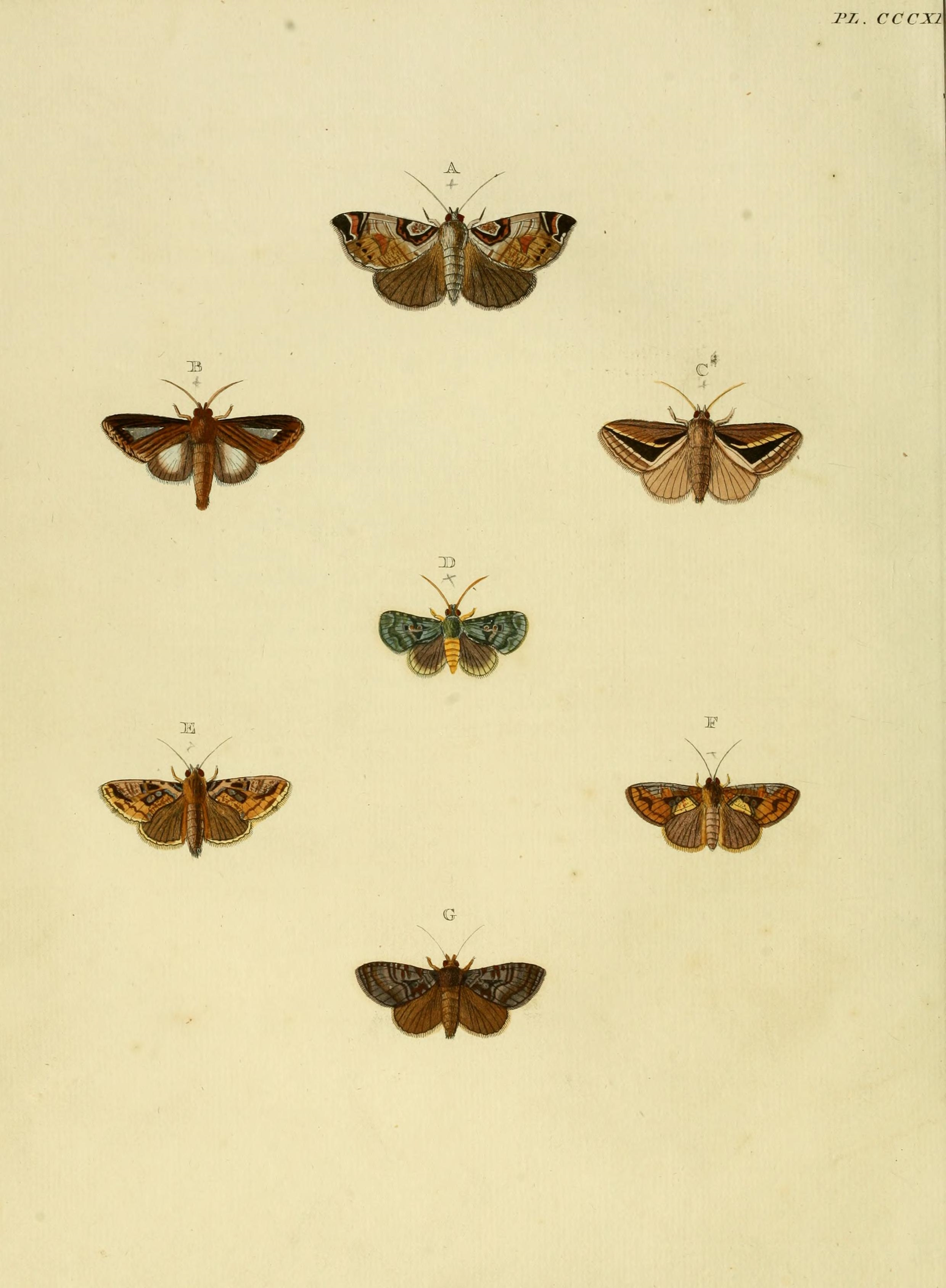